# Gare de Duttlenheim
Gare de Duttlenheim – Stacja kolejowa w Duttlenheim, w departamencie Dolny Ren, w Alzacji, we Francji. Jest zarządzana przez SNCF.

## Położenie
Znajduje się na linii Strasburg – Saint-Dié, na km 13,860, między stacjami Duppigheim i Dachstein, na wysokości 161 m n.p.m.

## Historia
Stację otwarto 29 września 1864 przez Compagnie des chemins de fer de l’Est, kiedy otwarto jednotorową linię ze Strasburga do Barr w "Strasburgu, Barr, w Mutzig i Wasselonne ".

## Linie kolejowe
- Strasburg – Saint-Dié